# 윤서 (가수)
윤서(본명: 윤창규, 1958년 12월 8일 ~ )는 대한민국의 가수이다.

## 음반
- 2010년 1집 - 윤서의 첫번째이야기
- 2010년 2집 - 그의 두번째이야기
- 2011년 3집 - 윤서 3집
- 2013년 바람처럼...
- 2013년 아시나요
- 2013년 인생이란
- 2013년 내가 사는 방법
- 2013년 버려진 새둥지에
- 2013년 구름마차
- 2014년 삐리리